# Giant’s Grave (Cumbria)

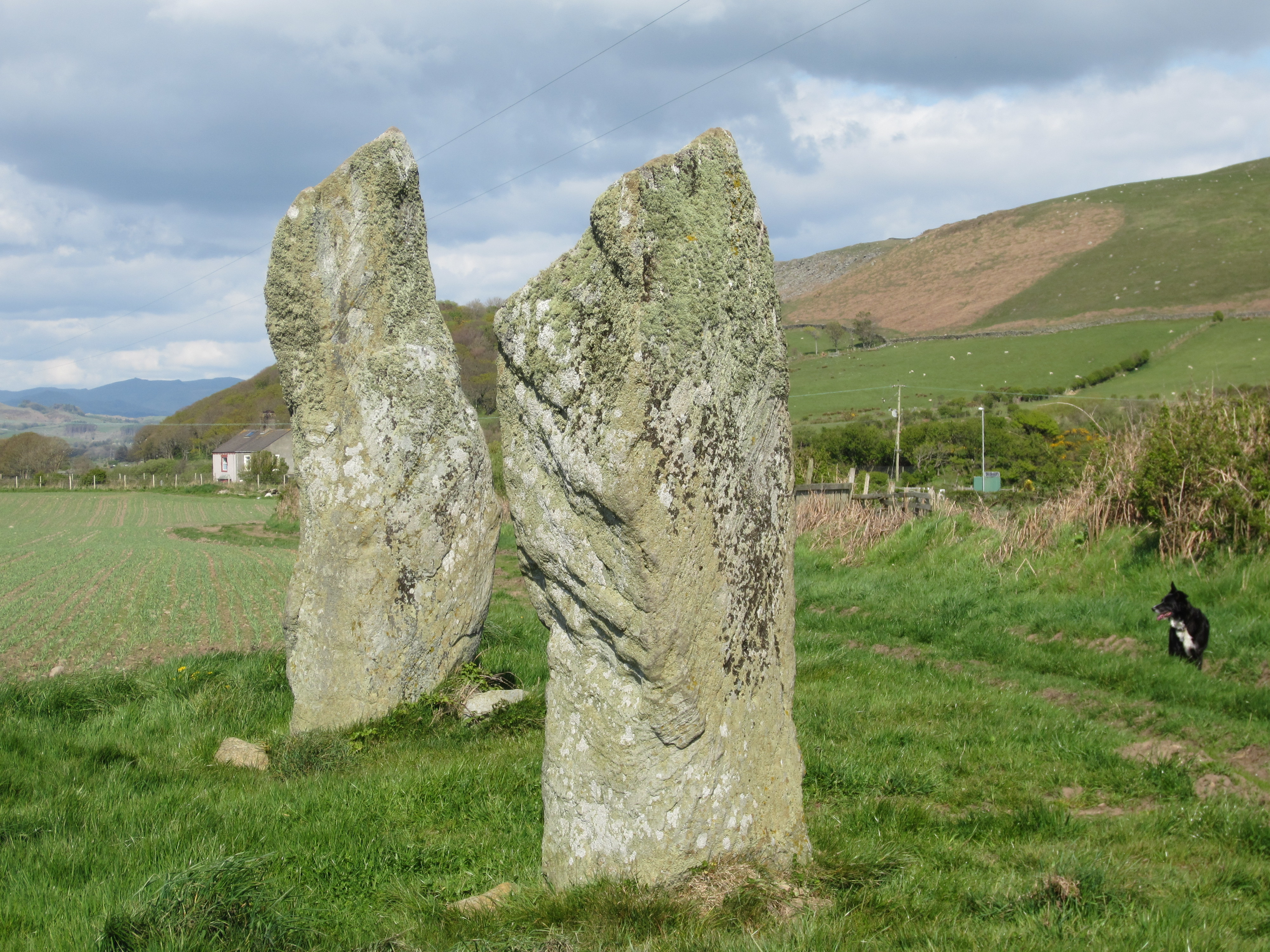
Giant’s Grave

Giant’s Grave (auch The Portals of Eden) sind ein Steinpaar nordwestlich von Haverigg in der Unitary Authority Cumberland im Nordwesten Englands.
Die beiden schlanken, an die Penrhos Feilw erinnernden Menhire (englisch Standing Stones) stammen wahrscheinlich aus der Bronzezeit. Sie stehen im Westen der A509 (Straße) und der sanften Hügel, die die Heimat der Lacra Steinkreise bilden und der Black Combe Hills sowie des Kirksanton Moos (Moor). Der größere Stein ist etwa 3,0 Meter hoch, während der andere etwa 2,5 Meter hoch ist. Sie stehen etwa 4,5 Meter voneinander entfernt.
Ein Bericht aus dem späten 18. Jahrhundert sagt, dass sie ursprünglich Teil eines ausgegangenen Grabhügels sind. Falls sie in ihrer ursprünglichen Position und Orientierung stehen dann ist ihre Achse ungefähr Südwest-Nordost orientiert. Die beiden Steine sind mit einfachen Schälchen versehen.
Den Namen Giant’s Grave tragen außerdem die Steinreihe The Kew sowie vorzeitliche Monumente im County Antrim (Nordirland) und der Parc Cwm Cairn bei Swansea, in Wales.